# Wassyl Wojtjuk
Wassyl Wojtjuk (ukrainisch Василь Войтюк, englisch Vasyl Voitiuk; * 13. Januar 2003) ist ein ukrainischer Leichtathlet, der sich auf den Mittelstreckenlauf spezialisiert hat.

## Sportliche Laufbahn
Erste internationale Erfahrungen sammelte Wassyl Wojtjuk im Jahr 2025, als er bei den Balkan-Hallenmeisterschaften in Belgrad in 1:51,56 min den achten Platz im 800-Meter-Lauf belegte. Im Juli belegte sie bei den Freiluft-Balkan-Meisterschaften in Volos in 1:50,00 min ebenfalls den achten Platz.
2025 wurde Wojtjuk ukrainischer Hallenmeister im 800-Meter-Lauf.

## Persönliche Bestzeiten
- 800 Meter: 1:48,12 min, 18. Juni 2025 in Lwiw
  - 800 Meter (Halle): 1:51,10 min, 4. Februar 2024 in Kiew